# Solaize
 Solaize  es una población y comuna francesa de la Metrópoli de Lyon en la región de Auvernia-Ródano-Alpes. Pertenece a la aglomeración urbana de Lyon.

## Demografía
| 792 | 749 | 876 | 898 | 817 | 750 | 732 | 779 | 770 | 780 | 694 | 656 | 628 | 634 | 696 | 693 | 730 | 770 | 708 | 751 | 639 | 660 | 602 | 580 | 595 | 674 | 843 | 1 119 | 1 445 | 1 783 | 2 008 | 2 256 | 2 687 | 2 990 |
| Para los censos de 1962 a 1999 la población legal corresponde a la población sin duplicidades (Fuente: INSEE [Consultar]) |     |     |     |     |     |     |     |     |     |     |     |     |     |     |     |     |     |     |     |     |     |     |     |     |     |     |       |       |       |       |       |       |       |